# Consulat général du Luxembourg à Strasbourg
Le consulat général du Luxembourg à Strasbourg est une représentation consulaire du Grand-Duché de Luxembourg en France. Il est situé allée de la Robertsau, à Strasbourg, en Alsace.